# Pencak silat tại Đại hội Thể thao Đông Nam Á 2013
Pencak silat tại Đại hội Thể thao Đông Nam Á năm 2013 diễn ra từ ngày 8 đến ngày 15 tháng 12 tại Zayyarthiri Sports Complex, thủ đô Naypyidaw, Myanmar, với 15 nội dung thi đấu được cấp phép cho các quốc gia tham dự, gồm nội dung đối kháng Tarung theo các hạng cân nam‑nữ và các nội dung nghệ thuật Seni. Mỗi nước chỉ được quyền cử vận động viên vào tối đa 12 nội dung, trong đó số hạng cân do ban tổ chức quy định, đã gây khó khăn cho những đoàn mạnh như Việt Nam khi nhiều nội dung thế mạnh bị loại bỏ hoặc điều chỉnh.
Indonesia tận dụng lợi thế truyền thống pencak silat đã thi đấu xuất sắc và đứng đầu toàn môn với tổng cộng 4 huy chương vàng, 4 bạc và 3 đồng, qua đó giữ vững vị thế số một khu vực . Trong khi đó, Việt Nam hoàn thành chỉ tiêu khi giành được 3 huy chương vàng, 5 huy chương bạc và 1 huy chương đồng—nổi bật với những chiến thắng quan trọng của Lê Sỹ Kiên (85 kg nam), Nguyễn Duy Tiến (80 kg nam) và Nguyễn Thị Yến (hạng cân nữ còn lại)—qua đó giúp Việt Nam về nhì toàn môn trong nội dung đối kháng, dù tổng số huy chương cả hai nhóm Seni và Tarung chỉ xếp thứ hai sau Indonesia

## Tóm tắt kết quả

### Biểu diễn
| Nội dung     | Vàng                                                            | Bạc                                            | Đồng                                                                     |
| ------------ | --------------------------------------------------------------- | ---------------------------------------------- | ------------------------------------------------------------------------ |
| Đơn nam      | Gusti Ngurah Arya Yuda Parmita · Indonesia                      | Htet Wai Hlaing · Myanmar                      | Ilyas Sadara · Thái Lan                                                  |
| Đơn nữ       | Dewa Ayu Ari Parwiti · Indonesia                                | Nattanin Sornsoonthorn · Thái Lan              | Khin Khin Khant · Myanmar                                                |
| Đôi nam      | Myanmar · Ye Maung Maung · Thu Ya Soe                           | Việt Nam · Nguyễn Danh Phương · Đặng Quốc Bảo  | Singapore · Muhammad Nurshahrin Shahrudin · Sheik Ferdous Sheik Alauddin |
| Đôi nữ       | Malaysia · Nor Hamizah Abu Hassan · Nur Syazreen A Malik        | Việt Nam · Nguyễn Thị Lan · Nguyễn Thị Thu Hà  | Myanmar · Su Myat Mon · Khin Thet Mon Oo                                 |
| Đồng đội nam | Indonesia · Muhsin Anwar Tahir · I Made Alex Dwi Putra · Lisman | Myanmar · Htet Aung · Min Khant · Hein Min Lat | Brunei · Abdul Malik Ladi · Awang Abd Rahman · Juffri Haji Junaidi       |

### Tarung

#### Nam
| Hạng cân | Vàng                                   | Bạc                                  | Đồng                                      |
| -------- | -------------------------------------- | ------------------------------------ | ----------------------------------------- |
| 45–50 kg | Zay Yar · Myanmar                      | Awaluddin Nur · Indonesia            | Panja Ngoentim · Thái Lan                 |
| 45–50 kg | Zay Yar · Myanmar                      | Awaluddin Nur · Indonesia            | Diệp Ngọc Vũ Minh · Việt Nam              |
| 50–55 kg | Nanthachai Khansakhon · Thái Lan       | Võ Duy Phương · Việt Nam             | Johan · Indonesia                         |
| 50–55 kg | Nanthachai Khansakhon · Thái Lan       | Võ Duy Phương · Việt Nam             | Muhamad Heli Abd Aziz · Malaysia          |
| 55–60 kg | Mohamad Adhan Rusdin · Indonesia       | Ye Kyaw Thu · Myanmar                | Muhammad Saiful Syazwan Rahmat · Malaysia |
| 55–60 kg | Mohamad Adhan Rusdin · Indonesia       | Ye Kyaw Thu · Myanmar                | Prasit Warlam · Thái Lan                  |
| 60–65 kg | Kyaw Naing Tun · Myanmar               | Ahmad Shahril Zailudin · Malaysia    | Sapto Purnomo · Indonesia                 |
| 60–65 kg | Kyaw Naing Tun · Myanmar               | Ahmad Shahril Zailudin · Malaysia    | Sakda Omkaeo · Thái Lan                   |
| 65–70 kg | Mohd Al Jufferi Jamari · Malaysia      | Đặng Toàn Thắng · Việt Nam           | Kyaw Swar Win · Myanmar                   |
| 65–70 kg | Mohd Al Jufferi Jamari · Malaysia      | Đặng Toàn Thắng · Việt Nam           | Somkid Rakjun · Thái Lan                  |
| 70–75 kg | Muhammad Nur Alfian Jumaen · Singapore | Phạm Văn Tý · Việt Nam               | Almad Siregar · Indonesia                 |
| 70–75 kg | Muhammad Nur Alfian Jumaen · Singapore | Phạm Văn Tý · Việt Nam               | Mohd Fauzi Khalid · Malaysia              |
| 75–80 kg | Nguyễn Duy Tuyến · Việt Nam            | Ye Thi Ha · Myanmar                  | Ak Mohd Khairul Bahri Pg Aliumar · Brunei |
| 75–80 kg | Nguyễn Duy Tuyến · Việt Nam            | Ye Thi Ha · Myanmar                  | Katahat Raksapon · Thái Lan               |
| 80–85 kg | Lê Sĩ Kiên · Việt Nam                  | Nyoman Ardika Saputrawan · Indonesia | Muhammad Shakir Juanda · Singapore        |
| 80–85 kg | Lê Sĩ Kiên · Việt Nam                  | Nyoman Ardika Saputrawan · Indonesia | Wacharapong Intho · Thái Lan              |

#### Nữ
| Hạng cân | Vàng                      | Bạc                    | Đồng                              |
| -------- | ------------------------- | ---------------------- | --------------------------------- |
| 55–60 kg | Rewadee Damsri · Thái Lan | Wewey Wita · Indonesia | Siti Zubaidah Che Omar · Malaysia |
| 55–60 kg | Rewadee Damsri · Thái Lan | Wewey Wita · Indonesia | Nerlyn Huinda · Philippines       |
| 70–75 kg | Nguyễn Thị Yến · Việt Nam | Mariati · Indonesia    | Clyde Joy Baria · Philippines     |
| 70–75 kg | Nguyễn Thị Yến · Việt Nam | Mariati · Indonesia    | Monruthai Bangsalad · Thái Lan    |

## Bảng huy chương
| Hạng               | Đoàn               | Vàng | Bạc | Đồng | Tổng số |
| ------------------ | ------------------ | ---- | --- | ---- | ------- |
| 1                  | Indonesia (INA)    | 4    | 4   | 3    | 11      |
| 2                  | Việt Nam (VIE)     | 3    | 5   | 1    | 9       |
| 3                  | Myanmar (MYA)      | 3    | 4   | 3    | 10      |
| 4                  | Thái Lan (THA)     | 2    | 1   | 8    | 11      |
| 5                  | Malaysia (MAS)     | 2    | 1   | 4    | 7       |
| 6                  | Singapore (SIN)    | 1    | 0   | 2    | 3       |
| 7                  | Brunei (BRU)       | 0    | 0   | 2    | 2       |
| 7                  | Philippines (PHI)  | 0    | 0   | 2    | 2       |
| Tổng số (8 đơn vị) | Tổng số (8 đơn vị) | 15   | 15  | 25   | 55      |